# Isola CpG
Le isole CpG sono regioni genomiche che contengono un'elevata densità di siti CpG. Nei genomi dei mammiferi, la lunghezza di un'isola CpG è generalmente compresa tra le 300 e le 3.000 paia di basi. Si trovano all'interno e nelle vicinanze di circa il 40% dei promotori dei geni di mammifero. Nell'uomo approssimativamente il 70% dei promotori ha un alto contenuto di CpG. Data la frequenza di GC comunque, il numero di dinucleotidi CpG è molto più basso del previsto. La "p" nella notazione CpG si riferisce al legame fosfodiesterico tra la citosina e la guanina.
La definizione formale canonica di isola CpG è: regione di almeno 200 bp con una percentuale di GC maggiore del 50% e con un rapporto di CpG osservati/attesi maggiore del 60%. Un recente studio ha apportato delle modifiche a questi parametri al fine di escludere altre regioni genomiche ricche di GC come le sequenze Alu. Tramite un'estensiva ricerca basata sulle intere sequenze dei cromosomi 21 e 22 dell'uomo, è stato accertato che le regioni di DNA che con maggior probabilità sono isole CpG associate al 5' dei geni sono più lunghe di 500 bp con un contenuto di GC >55% e con un rapporto di CpG osservati/attesi maggiore di 0,65.Le isole CpG sono caratterizzate da un numero di dinucleotidi CpG pari almeno al 60% del numero atteso secondo un'ipotetica distribuzione casuale (~4-6%), mentre il restante genoma è caratterizzato da una frequenza di CpG molto più bassa (~1%), per il fenomeno della soppressione di CG. A differenza dei siti CpG nella regione codificante di un gene, i siti CpG nelle isole CpG dei promotori non sono metilati se i geni sono espressi. Questa osservazione ha portato alla formulazione dell'ipotesi secondo cui la metilazione dei siti CpG nel promotore di un gene possa inibire la sua espressione. La metilazione, così come la modificazione istonica, è un fenomeno di vitale importanza nell'imprinting.
Le isole CpG tipicamente si trovano presso il sito d'inizio della trascrizione, soprattutto nei geni housekeeping. Normalmente una C (citosina) seguita da una G (guanina) (un CpG) è rara nel DNA dei vertebrati, in quanto la citosina in un sito di questo tipo tende a subire una metilazione. Questa metilazione solitamente aiuta a distinguere il filamento di DNA appena sintetizzato durante la replicazione, in quanto spesso presenta errori che devono ancora venire corretti. Ad ogni modo, in tempi evolutivi le C (citosine) metilate tendono a convertirsi in T (timine) a causa di una deaminazione spontanea. Sebbene nell'uomo esiste un enzima, la timina-DNA glicosilasi, che rimpiazza specificatamente le T in un misaccoppiamento T/G, la sua attività non è sufficientemente elevata da prevenire la relativamente rapida mutazione dei dinucleotidi. Il risultato è che i siti CpG sono abbastanza rari tranne nei casi in cui esista una pressione selettiva positiva che li mantenga non metilati per qualche ragione, forse per un meccanismo di regolazione dell'espressione genomica.